# 蒲包乡
蒲包乡，是中华人民共和国四川省达州市大竹县曾经下辖的一个乡。2019年12月，撤销蒲包乡，将其所属行政区域划归石河镇管辖。

## 行政区划
蒲包乡撤销前下辖以下地区：
街道社区、金花村、兴隆村、三星村和前进村。